# Bahna (okręg Neamț)
Bahna – wieś w Rumunii, w okręgu Neamț, w gminie Bahna. W 2011 roku liczyła 620 mieszkańców.